# 地影

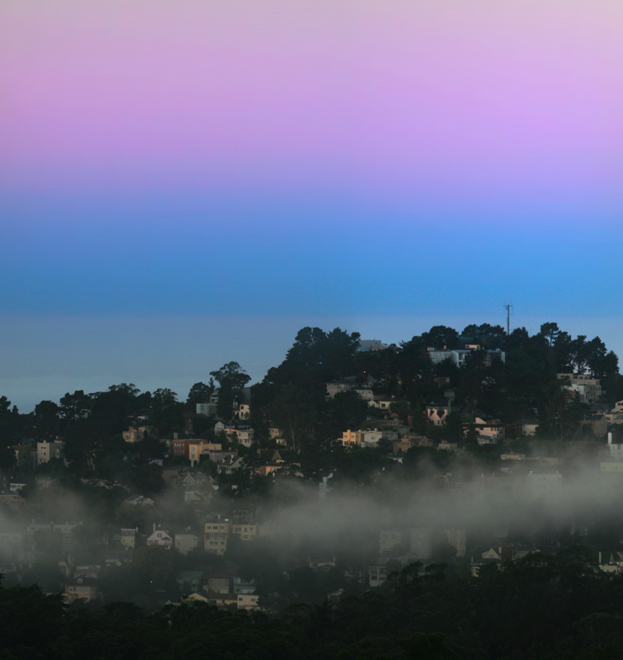
日出時，從加利福尼亞州三藩市的雙峰往西看，看到在地平線上的天空相交會的地影和金星帶。注意：最低處的藍灰色區域不是天空，而是太平洋的表面。

地影（英語：Earth's shadow），又稱地球陰影或暗段，是地球本身投射在大氣層上的影子。這個影子偶爾可以從地球上看見，會在天空靠近地平面的部分造成一段黑暗的區間。這種大氣現象有時在一天中可以看見兩次，分別在日出之前和日沒之後。
夜晚（屬於地球陰影中的函數）是所有人都熟悉的，但地球的影子投射在天空中大氣層的影像，是經常可見但常常未能識別的。這個陰影可以在曙暮光的數小時中落在大氣層上。當天氣條件許可，和觀測者可以清晰的看見地平線景象時，可以看見陰影呈現暗藍色或灰藍色的色帶。
假設天空是晴朗的，可以在日出或日落相對的另一半天空中，在地平線上看見暗藍色的色帶。一個相關的現象是「金星帶」或是「反曙暮光弧」——與地影在同一片天空的深藍色天空上的粉紅色帶。地影和金星帶之間沒有明確的分界線，色帶會逐漸消散在天空中其它的部份。

## 外觀
假設在觀測的過程中，天空是清朗的且地平線附近無障礙物遮蔽，地影（投射在大氣層中）可以在曙暮光的時刻觀察到。在日落時地球的影子落在東邊的天空，可以在日落的相對方向上看見。影子會呈現暗藍色的帶狀，並延伸超過180度的寬度，在夕陽的反日點（正好相對於太陽的點）之處最為明顯。
在日出時，也可以看見相似的地影，但它是出現在西方的天空。當天空狀況很清朗時，位於地平低處的地影位是最容易觀察的（例如在海面上）。此外，觀測者所在的位置越高，地影會越清晰，也越容易看清楚。
在日出時，當太陽升起時可以看見地影西沉；而當日落時，可以看見地影東昇。

## 金星帶

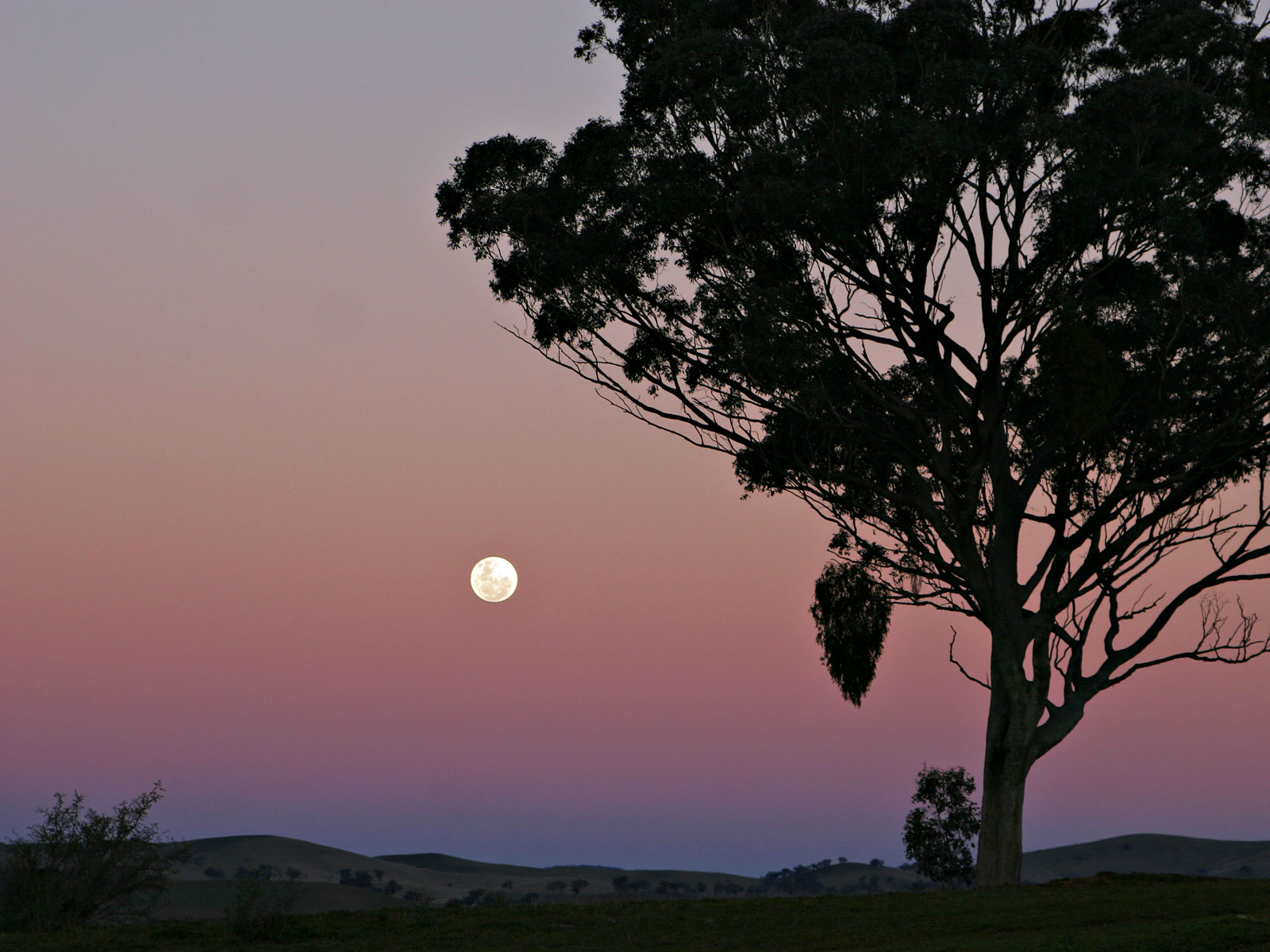
在金星帶中升起的滿月。在這幅圖中也可以看見一小部分的地影（深藍色），但是因為地平線的位置太高，因此不能看見更多。

在良好的觀測條件下，可以在天空的暗藍色暮光上方看見粉紅色（或橙色、紫色）的帶子。這個粉紅色的帶子被稱為「反暮光弧」，或是「金星帶」。「金星帶」的名稱與行星中的金星並無關聯；金星帶只是地球的高層大氣被升起或下沉的陽光照亮的一部分。它只有在日出的太陽升起之前，或日落的太陽下沉之後才能看見。
金星帶與晚霞餘暉是完全不同的現象，它在幾何學上是出現在相對的位置。

### 顏色
當太陽在日出或日落時接近地平線附近時，太陽的光線是紅色的，這是因為厚厚的大氣層像一個篩選器，幾乎散射了所有的陽光，只剩下紅光能抵達並讓觀測者看見。
從觀測者的角度看，紅色的陽光直接照亮了天空另一側低層大氣中的微粒。紅光是朝向觀測者的後向散射，這也就是金星帶出現粉紅色的原因。
太陽下沉得越低，照射到高層大氣的陽光越來越少，也就越不能清楚區分金星帶和地影之間的界限。而且越高層的大氣，能散射光線的粒子也越來越少，因此眼睛只能看見由空氣分子的瑞利散射造成，越來越正常的藍色天空。最終，地影和金星帶就融入了黑暗的天空。

## 月食的顏色
地影或是本影有著如同行星地球一樣的曲線，並向太空中延伸數百萬英里（然而，偽本影可以無限延伸）。
當太陽、地球和月球完美的對齊（或幾乎完美），並且地球介於太陽和月球之間，則在夜晚這一側的觀測者就會看見地影落在月球上，這些觀測者會看見地影使月球從亮的滿月逐漸轉暗，然後再恢復成皎潔的月亮，這就是月食。
在月食的過程中，即使是月全食，仍然有少量來自太陽的光線能夠抵達月球；這些光線是在通過地球的大氣層時，被彎曲或折射的。這些陽光被地球大氣層中的灰塵散射，因此顏色會偏紅，與日出或日落的陽光偏紅是一樣的。這微弱的紅光照明使得被食的月球呈現朦朧的紅褐色或銅色、彩色的外觀。

## 外部連結
- Definition of "dark segment"
- Image showing a much larger segment of the sky with dark segment and Belt of Venus（页面存档备份，存于）